# 月村辰雄
月村 辰雄（つきむら たつお、1951年 - ）は、日本のフランス文学者、東京大学名誉教授。

## 経歴
東京都生まれ。東京教育大学附属高等学校（現・筑波大学附属高等学校）卒業。
1974年東京大学仏文科卒業、1976年同大学院修士課程修了。1977年から1980年までフランス政府給費留学生としてパリの高等学術研究院博士課程在籍。1979年から1980年まで パリ第3大学東洋語東洋文化研究所講師（日本語科）。1981年東大博士課程中退、文学部助手、1986年獨協大学専任講師、1989年東大文学部助教授1995年教授、人文社会系研究科教授（フランス文学、文化資源学）。2017年定年退任、名誉教授。
1993年、『恋の文学誌－フランス文学の原風景を求めて』で渋沢・クローデル賞第10回記念特別賞受賞。
フランス中世文学が専門だが、ヨーロッパにおけるレトリック教育、初期東京大学洋書教科書の総合的研究、ヨーロッパ読書史の研究などにおいて研究を重ねている。

## 著書
- 『恋の文学誌 フランス文学の原風景をもとめて』筑摩書房 1992年

### 共著
- 『フランスの言語文化 フランス語の文化誌』田村毅共編著 放送大学教育振興会 2002年

### 翻訳
- 『エラスムス　人類の知的遺産23』（二宮敬責任編集、講談社 1984年）

「学習計画」「パラクレシス」「戦争は体験しない者にこそ快し」を訳
- リュシアン・フェーヴル、アンリ＝ジャン・マルタン『書物の出現』〈上・下〉（関根素子、宮下志朗、長谷川輝夫 共訳）（筑摩書房 2002年）
- マリー・ド・フランス『十二の恋の物語』（岩波文庫 1988年）
- マルコ・ポーロ『東方見聞録』（久保田勝一共訳）（岩波書店 2002年）